# Lego White Noise
Lego White Noise es un álbum o lista de reproducción de noise creado únicamente con los sonidos de las piezas de Lego. Lanzado en plataformas digitales en febrero de 2021 por Lego Group, el álbum de 210 minutos fue grabado por diseñadores de sonido utilizando 10,000 ladrillos, con cada pista enfocada en rutinas o sonidos separados, y presenta cualidades ASMR destinadas a ayudar a los adultos a relajarse. Se ha descrito como una obra de musique concrète.

## Grabación y composición
Lego White Noise fue concebido por el director creativo de Lego Group, Primus Manokaran, quien lo considera "una colección de paisajes sonoros" destinados a ayudar con la relajación y la atención plena. El autor Sandeep Das lo describe como un "suplemento de audio" para los oyentes "que intentan irse a dormir, después de una reunión estresante o mientras dan un paseo por el parque". Era parte de una campaña de relajación de Lego más grande destinada a adultos, junto con productos de Lego que incluyen un ramo de flores y un árbol bonsái.
El álbum, que tiene una duración de 210 minutos, incluye siete pistas de 30 minutos y consiste enteramente en "sonidos de personas construyendo/vertiendo/buscando ladrillos LEGO". Los diseñadores de sonido trabajaron con 10,000 ladrillos Lego para experimentar. con en la creación del álbum, y cada pista perfila un sonido o rutina diferente, incluidas las piezas que se filtran o se hacen clic. Manokaran dijo que encontró que cada ladrillo tenía sus propias propiedades acústicas distintas y se refirió a la grabación como "como componer con 10,000 instrumentos diminutos" Los diseñadores utilizaron una multitud de elementos de Lego que varían en tamaño y, para lograr el ambiente, las únicas técnicas de procesamiento de señales de audio utilizadas fueron la ecualización y la reverberación. Se ha descrito como ruido blanco y una "lista de reproducción relajante de ASMR". John Doran de The Guardian también notó las cualidades de ASMR y comparó algunas partes del álbum con Einstürzende Neubauten y la música incluida en The Wire.

## Lista de canciones
1. "Built for Two" – 30:00
2. "Wild as the Wind" – 30:00
3. "Searching for the One (Brick)" – 29:46
4. "It All Clicks" – 30:00
5. "The Waterfall" – 30:00
6. "Big Hearted Bricks" – 30:00
7. "The Night Builder" – 30:00